# Cobaltite
La cobaltite è un minerale appartenente al gruppo omonimo.
Alcune fonti attestano che cobaltite è un sinonimo di cobaltina.

## Abito cristallino
Granulare, massivo, striato.

## Origine e giacitura
Il minerale è di genesi idrotermale formandosi per raffreddamento del magma residuo dopo la formazione di graniti e pegmatiti. Questi fluidi magmatici si insinuano in fessure e spaccature esistenti in rocce originando dei corpi magmatici noti come vene o filoni.

## Forma in cui si presenta in natura
I cristalli si presentano sotto forma di cubi, ottaedri, e piritoedri oppure in una combinazione di queste due ultime forme. Le facce sono generalmente striate come avviene per la pirite anche se si trova in masse granulari o compatte. I cristalli possono essere anche pentagonododecaedrici.

## Caratteristiche chimico-fisiche
Il rapporto di cobalto, solfuro ed arsenico è di 1 ad 1 ad 1. Tuttavia, in alcune molecole del minerale, il cobalto può essere sostituito da iridio, indio, rodio, palladio, platino e rutenio, mentre a sua volta l'arsenico può essere sostituito dall'antimonio, così, se prevale l'uno o l'altro di questi elementi si potranno avere delle specie isomorfe: gersdorffite se prevalgono il nichel e l'arsenico, platarsite se prevalgono il platino e l'arsenico, ullmannite se prevalgono nichel ed antimonio e willyamite se prevalgono cobalto, nichel ed antimonio.
La struttura della cobaltite è caratterizzata dall'alternarsi lungo gli spigoli della molecola, quest'ultima a forma di cubo, degli atomi di cobalto e di gruppi formati da arsenico e da zolfo a differenza della pirite che ha il ferro al posto del cobalto e gruppi formati da due atomi di zolfo invece dei gruppi zolfo-arsenico.
Il minerale è solubile in acido nitrico.

## Utilizzi
Per l'estrazione del cobalto.

## Località di ritrovamento
- In Europa: Gran Bretagna, Norvegia, Germania, Russia,[2] ad Hakansboda nel Västmanland e Tunaberg nel Södermanland (Svezia), a Kaltenberg nel Vallese (Svizzera);[1]
  - In Italia: in alcune miniere di Gonnosfanadiga[2] (provincia del Sud Sardegna), a Rio Marina nell'Isola d'Elba;[1]
- Nelle Americhe: nell'Ontario (Canada), Sonora (Messico);[2]
  - Negli Stati Uniti: in Colorado, Idaho, California;[2]
- Resto del mondo: Marocco, India e Australia.[2]